# Happy Accidents
Happy Accidents è un film del 2000 scritto e diretto da Brad Anderson.